# 도호 신데렐라 오디션
《도호 〈신데렐라〉 오디션》(일본어: 東宝「シンデレラ」オーディション)은 일본의 최대 영화사 기업의 도호와 자회사(연예 기획사)인 도호 예능(도호 엔터테인먼트)에서 비정기적으로 실시하는 여배우 오디션이다.
사와구치 야스코와 나가사와 마사미 등을 배출하였으며, 〈일본 미소녀 선발 대회〉(오스카 프로모션) 〈호리프로 탤런트 스카우트 캐러밴〉(호리프로)와 함께 널리 알려져 있다.

## 개요
1950년대의 도호 〈신데렐라의 딸〉으로 시작 되었다.
제1회는 도호 주식회사 창립 50주년 기념 행사로 1984년에 개최 이후 3~6년에 한번 정도로 비정기적으로 개최되고 있다.
2000년 제5회 도호 신데렐라 오디션 그랑프리 수상자인 나가사와 마사미가 톱 인기배우로 발돋음하자, 그 후 개최된 제6회 최종 심사 대회는 2006년1월 9일에 실시된 과거 최다인 3만 7,443명이 응모하였고 그랑프리는 쿠로세 마나미로 선정됐다. 현재는 학업상의 이유로 계약을 중지하였다.
제7회 심사 대회는 2011년 1월 하순 예정하고 있었지만 앞당겨져 1월 9일 개최되었다. 그랑프리에 카미시라이시 모카와 심사위원 특별상에는 카미시라이시 모네가 선정되어 최초의 자매 수상이 되었다. 또한 뉴 제너레이션 상을 신설되었다.
제8회 〈도호 신데렐라 오디션 In collaboration with 슈에이샤〉로 이름을 내건 오디션이 2016년에 실시. 서류 심사를 폐지하고 전국 10개 도시에서 열린 예선에서는 참가자 총 9,508명 전원의 면접이 실시 되었다.

## 에피소드
- 〈도호 신데렐라〉 출신의 대부분은 도호 영화 제작의 《고지라》 시리즈에 출연하고 있다. 또한 무기한적으로 영화가 제작되지 않은 기간이였던 96년의 그랑프리 수상자인 노나미는, 다음해 97년의 《모스라 2 해저의 대결전》로 스크린 데뷔했다.

- 사이토 유키는 제1회 어머니가 응모해 최종 3명으로까지 남았기  때문에〈도호 신데렐라〉 출신이 되지만,[주 1] 데뷔의 계기는 어디까지나 미스 매거진 그랑프리이다.[6]

## 역대 신데렐라 수상자
| 횟수  | 연도   | 그랑프리(대상)    | 심사위원 특별상                                                 | 뉴 제너레이션상             | 레피피 알마리오상 (니콜라)              | 아티스트상 | 결승전                                                                                            |
| ----- | ------ | ----------------- | --------------------------------------------------------------- | --------------------------- | --------------------------------------- | ---------- | ------------------------------------------------------------------------------------------------- |
| 제1회 | 1984년 | 사와구치 야스코   | 후지시로 미나코                                                 |                             |                                         |            | 사이토 유키                                                                                       |
| 제2회 | 1987년 | 오다카 메구미     | 미즈노 마키                                                     |                             |                                         |            |                                                                                                   |
| 제3회 | 1991년 | 이마무라 케이코   | 오사와 사야카                                                   |                             |                                         |            |                                                                                                   |
| 제4회 | 1996년 | 노나미 마호       | 다나카 미사토 야마모토 아사오                                   |                             |                                         |            |                                                                                                   |
| 제5회 | 2000년 | 나가사와 마사미   | 오오츠카 치히로                                                 |                             |                                         |            |                                                                                                   |
| 제6회 | 2006년 | 쿠로세 마나미     | 마스모토 유코 이케자와 아야카                                   | 아사쿠라 아키 토마츠 하루카 |                                         |            |                                                                                                   |
| 제7회 | 2011년 | 카미시라이시 모카 | 카미시라이시 모네 아키즈키 나루미 마츠시마 준나 야마자키 히로나 | 오가와 료 하마베 미나미     | 카네오 미즈호 카마타 후코 요시다 마도카 |            |                                                                                                   |
| 제8회 | 2016년 | 후쿠모토 리코     | 카키자와 유리아 스즈키 히나 카미야 아마네 이노우에 네오         |                             | 모토야마 유우                           | XAI        | 이나가와 미쿠 스즈키 유나 다카하시 나노카 나카타 노아                                             |
| 제9회 | 2022년 | 시로야마 노아     | 니시카와 아이리                                                 |                             |                                         |            | 코코나 안보 이마하마 유키노 오카모토 미호 오다니 코우에 히라노 리아나 후지모토 모아나 미야케 리무 |

## 같이 보기
- 도호 주식회사
- 도호 예능

### 내용주
1. ↑  「찌카라우타」에 2016년 6월 26일 방송분에 출연한 사이토 유키 본인의 인터뷰 中.
2. ↑  현재 성우·가수로 활약중인 토마츠 하루카도 참가하여 결승전까지 남았다.

### 참조주
1. 1 2  히라지마 아야코 (2016년 8월 11일). “나가사와 마사미등을 배출 「도호 신데렐라」가 새로운 시대”. 《NIKKEI STYLE》 (일본 경제 신문사/닛케이BP). 2019년 11월 13일에 확인함.
2. ↑  마사미를 찾아라 도호 신데렐라 5년만의 부활 보관됨 2010-06-24 - 웨이백 머신 - 아사히신문 2010년 6월 22일
3. ↑  “7대째 「도호 신데렐라」에 최연소 초등학교 5학년·카미시라이시 모카 씨 언니도 특별상”. 《eltha(엘더)》 (오리콘). 2011년 1월 9일. 2016년 7월 17일에 확인함.
4. ↑  “도호 신데렐라 오디션 5년만 개최 결정!  상금 300만엔은 사상 최대”. 《영화.com》 (주식회사 영화 닷컴). 2016년 3월 1일. 2016년 3월 1일에 확인함.
5. ↑  “제8회 도호 신데렐라 그랑프리는 오사카 출신의 15세·후쿠모토 리코!”. 《영화.com》 (주식회사 영화 닷컴). 2016년 11월 13일. 2016년 11월 13일에 확인함.
6. ↑  【그때 사이토 유키 충격의 데뷔】 (2) 준 그랑프리 「반대로 그것이 좋았다」 보관됨 2017-06-26 - 웨이백 머신 - 스포츠호치 2017년 4월 12일자
7. ↑  “사이토 유키 여배우는 「운명」 데뷔 30주년의 경지 표현의 기쁨”. 《Sponichi Annex》 (스포니치 신문사). 2016년 7월 4일. 2016년 11월 16일에 확인함.
8. ↑  “역대 신데렐라 소개”. 《도호 신데렐라 오디션》. 도호. 2016년 11월 16일에 원본 문서에서 보존된 문서. 2016년 11월 16일에 확인함.
9. ↑  “아사쿠라 아키의 프로필”. 《ORICON STYLE》. 오리콘. 2016년 11월 28일에 확인함.
10. ↑  “애니메이션 「칸나기」의 성우 토마츠 하루카가 세라복 차림으로 은막 데뷔”. 《ORICON NEWS》 (oricon ME). 2010년 7월 14일. 2020년 3월 8일에 확인함.
11. ↑  ““도호신데렐라”ＸＡＩ 가 가수 데뷔! 애니메이션판 고지라 주제가”. 《SANSPO.COM》 (산케이 디지털). 2017년 10월 4일. 2017년 10월 4일에 확인함.